# اوتندورف
اوتندورف (به آلمانی: Utendorf) یک شهر در آلمان است که در اشمالکالدن-ماینینگن واقع شده‌است. اوتندورف ۴۸۶ نفر جمعیت دارد.